# Министерство экономического развития Российской Федерации
Министерство экономического развития Российской Федерации (Минэкономразвития России) — федеральный орган исполнительной власти, осуществляющий функции по выработке государственной политики и нормативно-правовому регулированию в сфере анализа и прогнозирования социально-экономического развития, развития предпринимательской деятельности, государственного и муниципального контроля, защиты прав юридических лиц и индивидуальных предпринимателей при осуществлении государственного и муниципального контроля, лицензирования, оценки регулирующего воздействия, установления и оценки применения обязательных требований, оценки фактического воздействия, аккредитации юридических лиц и индивидуальных предпринимателей в национальной системе аккредитации, безопасности процессов производства, саморегулирования профессиональной и предпринимательской деятельности, государственного надзора за деятельностью саморегулируемых организаций оценщиков, государственного контроля за деятельностью саморегулируемых организаций арбитражных управляющих, поддержки социально ориентированных некоммерческих организаций, публичной нефинансовой отчетности, внешнеэкономической деятельности (за исключением внешней торговли), корпоративных отношений, банкротства и финансового оздоровления, оценочной деятельности, официального статистического учета, инвестиционной деятельности, в том числе концессионных соглашений и государственно-частного партнёрства, государственных инвестиций (за исключением формирования и реализации федеральной адресной инвестиционной программы), формирования межгосударственных и федеральных целевых программ (долгосрочных целевых программ), ведомственных целевых программ, разработки и реализации программ социально-экономического развития страны, создания и функционирования особых экономических зон на территории России, в сфере социально-экономического развития Северо-Кавказского федерального округа, социально-экономического развития субъектов и муниципальных образований, районов Крайнего Севера, осуществления приграничного и межрегионального сотрудничества, территориального планирования, разработки и реализации комплексных проектов социально-экономического развития федеральных округов, координации отбора и реализации приоритетных инвестиционных проектов федеральных округов, методического обеспечения разработки и реализации региональных и муниципальных программ в области энергосбережения и повышения энергетической эффективности, оценки эффективности региональных и муниципальных программ в области энергосбережения и повышения энергетической эффективности.
Сегодня усилия ведомства направлены на достижение структурной трансформации российской экономики. Она предполагает повышение роли частной предпринимательской инициативы, укрепление технологического суверенитета страны, а также рост частных инвестиций в общей структуре капиталовложений.
Команда министерства уделяет приоритетное внимание комплексной поддержке традиционных и качественному развитию новых драйверов роста отечественной экономики. Сегодня ими являются сельское хозяйство, ИТ-технологии, туризм, строительство, обрабатывающая промышленность, искусственный интеллект.
С 2019 года министерство располагается в правительственном комплексе в IQ-квартале.
На данный момент министром экономического развития РФ является Решетников Максим Геннадьевич.
Вышестоящий орган государственной власти — Правительство Российской Федерации.

## Функции министерства
В настоящее время министерство осуществляет функции по выработке государственной политики и нормативному правовому регулированию по следующим направлениям:
- микроэкономика и макроэкономика;
- финансовые рынки и международный финансовый центр;
- стратегическое планирование, ФЦП, ФАИП и ВЦП;
- поддержка и развитие малого и среднего предпринимательства;
- внешнеэкономическая деятельность;
- инвестиционная политика;
- антикоррупционная политика;
- особые экономические зоны;
- государственные гарантии;
- государственный контроль (надзор) и муниципальный контроль;
- оценка регулирующего воздействия;
- «Электронное правительство»;
- корпоративное управление;
- регулирование государственных закупок;
- энергоэффективность;
- инновации;
- экономика природопользования;
- реструктуризация секторов естественных монополий;
- экономика социальной сферы;
- подготовка управленческих кадров;
- социально-экономическое развитие регионов;
- развитие конкуренции;
- формирование Единого экономического пространства;
- государственная аккредитация;
- интеллектуальная собственность, патенты и товарные знаки;
- ведение государственной статистики;
- выработка и реализация государственной политики и нормативно-правовое регулирование в сфере туризма и туристской деятельности;
- координация деятельности по реализации приоритетных направлений государственного регулирования туристской деятельности в Российской Федерации;
- оказание государственных услуг;
- управление государственным имуществом;
- осуществление федерального государственного контроля (надзора) за деятельностью аккредитованных организаций, осуществляющих классификацию гостиниц, горнолыжных трасс, пляжей, за деятельностью туроператоров и объединения туроператоров в сфере выездного туризма, организаций, включённых в реестр организаций, уполномоченных на проведение аттестации инструкторов-проводников;
- правоприменительные функции в сфере туризма и туристской деятельности.

## История
Минэкономразвития России является преемником Госплана СССР, существовавшего до апреля 1991 года. Первоначальными задачами ведомства были общегосударственное планирование развития народного хозяйства СССР и контроль за выполнением народнохозяйственных планов. После распада СССР, и, следовательно, окончательного перехода от плановой к рыночной экономике, потребовалось переориентировать деятельность ведомства.
Первое существенное преобразование было осуществлено в 1990 году. Вместо упраздненного Госплана РСФСР был создан Государственный комитет РСФСР по экономике. Спустя год, 30 июля 1991 года, комитет был преобразован в Министерство экономики РСФСР. С этого момента и до настоящего времени, ведомство сохраняет за собой позиции федерального министерства.
При этом министерство неоднократно меняло название и сферу компетенции:
- 11 ноября 1991 года — Министерство экономики РСФСР было объединено с Министерством финансов РСФСР под названием Министерство экономики и финансов РСФСР[6];
- 19 февраля 1992 года — министерства снова разделены на два независимых ведомства: Министерство экономики Российской Федерации и Министерство финансов Российской Федерации[7];
- май 2000 года — образовано Министерство экономического развития и торговли Российской Федерации, которому переданы часть функций упразднённых Министерства экономики Российской Федерации, Министерства Российской Федерации по делам СНГ, Министерства торговли Российской Федерации, Госкомитета Российской Федерации по делам Севера, Федеральной службы по валютному и экспортному контролю и преобразуемого Министерства Российской Федерации по физической культуре, спорту и туризму[8];
- май 2008 года — функции по регулированию вопросов торговли переданы в образованное Министерство промышленности и торговли Российской Федерации. В связи с этим, МЭРТ переименован в Министерство экономического развития Российской Федерации[9].

Министром экономического развития РФ с 24 июня 2013 года являлся Алексей Улюкаев (14 ноября 2016 года задержан по подозрению в получении взятки и на следующий день уволен в связи с утратой доверия).

## Организационная структура министерства

### Министр
| Дата назначения       | Наименование должности | ФИО                             | Фотография | Дата освобождения от должности | Срок (дни) | Пр.                                |
| 14 июля 1990 года     | Председатель Государственного комитета РСФСР по экономике | Фильшин Геннадий Иннокентьевич  | —          | 13 февраля 1991 года           | 214        | —                                  |
| 15 августа 1991 года  | Заместитель Председателя Совета Министров РСФСР, министр экономики РСФСР                                                                                      | Сабуров Евгений Фёдорович       | —          | 15 ноября 1991 года            | 92         | [ 13 ] [ 14 ] [ 15 ]               |
| 11 ноября 1991 года   | Министр экономики и финансов РСФСР | Гайдар Егор Тимурович           |            | 19 февраля 1992 года           | 100        | [ 16 ]                             |
| 19 февраля 1992 года  | Министр экономики РСФСР (с 16 мая 1992 года — министр экономики РФ)                                                                                           | Нечаев Андрей Алексеевич        |            | 25 марта 1993 года             | 400        | [ 7 ] [ 17 ] [ 18 ]                |
| 15 апреля 1993 года   | Первый заместитель Председателя Совета Министров — Правительства Российской Федерации, министр экономики Российской Федерации                                 | Лобов Олег Иванович             | —          | 18 сентября 1993 года          | 156        | [ 19 ] [ 20 ]                      |
| 20 января 1994 года   | Министр экономики Российской Федерации, с 23 марта 1994 — заместитель Председателя Правительства Российской Федерации, министр экономики Российской федерации | Шохин Александр Николаевич      |            | 6 ноября 1994 года             | 290        | [ 21 ] [ 22 ] [ 23 ]               |
| 8 ноября 1994 года    | Министр экономики РФ | Ясин Евгений Григорьевич        |            | 17 марта 1997 года             | 860        | [ 24 ] [ 25 ] [ 26 ]               |
| 17 марта 1997 года    | Заместитель Председателя Правительства России — министр экономики РФ                                                                                          | Уринсон Яков Моисеевич          | —          | 25 сентября 1998 года          | 557        | [ 26 ] [ 27 ]                      |
| 25 сентября 1998 года | Министр экономики РФ | Шаповальянц Андрей Георгиевич   |            | 7 мая 2000 года                | 590        | [ 28 ] [ 29 ] [ 30 ] [ 31 ] [ 32 ] |
| 18 мая 2000 года      | Министр экономического развития и торговли РФ | Греф Герман Оскарович           |            | 24 сентября 2007 года          | 2685       | [ 33 ]                             |
| 24 сентября 2007 года | Министр экономического развития и торговли РФ, с 12 мая 2008 — Министр экономического развития РФ                                                             | Набиуллина Эльвира Сахипзадовна |            | 21 мая 2012 года               | 1701       | [ 34 ] [ 35 ]                      |
| 21 мая 2012 года      | Министр экономического развития РФ | Белоусов Андрей Рэмович         |            | 24 июня 2013 года              | 399        | [ 36 ] [ 37 ]                      |
| 24 июня 2013 года     | Министр экономического развития РФ | Улюкаев Алексей Валентинович    |            | 15 ноября 2016 года            | 1240       | [ 38 ] [ 39 ]                      |
| 15 ноября 2016 года   | Врио Министра экономического развития РФ | Евгений Иванович Елин           |            | 30 ноября 2016 года            | 15         | [ 40 ]                             |
| 30 ноября 2016 года   | Министр экономического развития РФ | Максим Станиславович Орешкин    |            | 21 января 2020 года            | 1147       | [ 41 ]                             |
| 21 января 2020 года   | Министр экономического развития РФ | Максим Геннадьевич Решетников   |            | по настоящее время             | 2003       |                                    |

### Заместители министра
Действующие
Ответственными в Министерстве за организацию работы по направлениям являются заместители министра, которым подчиняются соответствующие департаменты министерства.
- Колесников Максим Андреевич (заместитель — с 10 июня 2022, первый заместитель — с 14 ноября 2024) — первый заместитель
- Назаров Сергей Макарович (с 13 декабря 2014)
- Херсонцев Алексей Игоревич (заместитель — с 6 сентября 2019, статс-секретарь — с 9 марта 2020) — статс-секретарь — заместитель
- Илюшникова Татьяна Александровна (с 11 февраля 2020)
- Крючкова Полина Викторовна (с 21 февраля 2020)
- Ильичев Владимир Евгеньевич (с 21 марта 2020)
- Вольвач Дмитрий Валерьевич (с 16 марта 2021)
- Керефов Мурат Анатольевич (с 17 февраля 2022)
- Вахруков Дмитрий Сергеевич (с 20 мая 2022)
- Тюпышев Денис Анатольевич (с 29 июля 2024)
- Каминский Михаил Александрович (с 26 декабря 2024)
- Сорокин Святослав Олегович (с 1 апреля 2025)

Бывшие
- Лихачев Алексей Евгеньевич (29 июля 2010 — 13 февраля 2015)
- Фомичёв Олег Владиславович (12 ноября 2010 — 7 июля 2012)
- Королев Павел Эдуардович (13 июня 2012 — 15 декабря 2016)
- Фомичёв Олег Владиславович (7 июля 2012 — 16 августа 2018) — статс-секретарь — заместитель
- Елин Евгений Иванович (31 июля 2013 — 13 июля 2017)
- Подгузов Николай Радиевич (19 сентября 2013 — 7 июля 2017)
- Рева Игорь Александрович (15 апреля 2014 — 17 января 2017)
- Ведев Алексей Леонидович (19 августа 2014 — 21 февраля 2017)
- Воскресенский Станислав Сергеевич (9 февраля 2008 — 10 июля 2012) и (19 августа 2014 — 10 октября 2017)
- Цыбульский Александр Витальевич (19 ноября 2014 — 28 сентября 2017)
- Лихачев Алексей Евгеньевич (13 февраля 2015 — 5 октября 2016) — первый заместитель
- Пристансков Дмитрий Владимирович (20 апреля 2016 — 21 декабря 2018) — заместитель — руководитель Федерального агентства по управлению государственным имуществом
- Шипов Савва Витальевич (10 июня 2016 — 17 июля 2019)
- Абрамченко Виктория Валериевна (11 октября 2016 — 22 января 2020) — заместитель — руководитель Федеральной службы государственной регистрации, кадастра и картографии
- Груздев Алексей Владимирович (17 октября 2016 — 21 июня 2018)
- Талыбов Азер Муталим оглы (28 января 2017 — 19 мая 2020)
- Расстригин Михаил Алексеевич (14 декабря 2017 — 9 июня 2020)
- Торосов Илья Эдуардович (12 марта 2018 — 1 марта 2022)
- Живулин Вадим Александрович (5 июля 2018 — 2 июня 2020)
- Горьков Сергей Николаевич (26 июля 2018 — 29 марта 2019)
- Максимов Тимур Игоревич (25 октября 2018 — 3 марта 2020)
- Галкин Сергей Сергеевич (3 ноября 2018 — 11 мая 2022)
- Засельский Петр Владимирович (26 декабря 2018 — 16 марта 2021)
- Тарасенко Оксана Валерьевна (29 декабря 2018 — 12 апреля 2021)
- Бабич Михаил Викторович (15 июня — 30 сентября 2019)
- Шипов Савва Витальевич (17 июля 2019 — 4 марта 2020) — статс-секретарь — заместитель
- Бадасен Полина Васильевна (22 июля 2019 —  17 февраля 2020)
- Херсонцев Алексей Игоревич (6 сентября 2019 — 9 марта 2020) — заместитель —  руководитель Федеральной службы по аккредитации
- Бабич Михаил Викторович (30 сентября 2019 — 19 января 2021) — первый заместитель
- Чеботарёв Сергей Викторович (7 февраля — 16 марта 2020)
- Федулов Владислав Викторович (3 апреля 2020 — 20 апреля 2022)
- Иванов Андрей Юрьевич (16 июля 2020 — 17 февраля 2022) — первый заместитель
- Торосов Илья Эдуардович 1 марта 2022 — 17 октября 2024) — первый заместитель

### Департаменты министерства
Руководство департамента — директор и его заместители. Заместители директора департамента организуют работу подотчётных им отделов департамента. Отделами руководят начальники отделов. В настоящее время в структуре Минэкономразвития России 38 департаментов, из которых 22 — по направлениям деятельности Министерства, 5 — внешнеэкономическая деятельность, 1 — Правовой департамент, 3 — кадровое и административно-финансовое обеспечение деятельности министерства.
1. Департамент управления делами и кадровой политики
2. Департамент организационного обеспечения и коммуникаций
3. Оперативное управление
4. Департамент конкуренции, энергоэффективности и экологии
5. Департамент государственного регулирования тарифов и инфраструктурных реформ
6. Департамент корпоративного регулирования
7. Департамент финансово-банковской деятельности и инвестиционного развития
8. Правовой департамент
9. Департамент обеспечения качества предоставления государственных услуг населению и выполнения государственных функций
10. Департамент государственной политики в сфере лицензирования, контрольно-надзорной деятельности, аккредитации и саморегулирования
11. Департамент регуляторной политики и оценки регулирующего воздействия
12. Департамент реализации проектов в сфере туристской деятельности
13. Департамент регионального развития
14. Департамент планирования территориального развития
15. Департамент развития туризма
16. Департамент региональной политики
17. Управление специальных программ и проектов
18. Департамент евразийской интеграции
19. Департамент экономического сотрудничества со странами СНГ
20. Департамент торговых переговоров
21. Департамент развития и регулирования внешнеэкономической деятельности
22. Департамент аналитического сопровождения внешнеэкономической деятельности
23. Департамент развития двустороннего сотрудничества
24. Департамент многостороннего экономического сотрудничества и специальных проектов
25. Департамент развития социальной сферы и сектора некоммерческих организаций
26. Департамент инвестиционной политики и развития малого и среднего предпринимательства
27. Финансовый департамент
28. Департамент производительности труда, защиты и поощрения капиталовложений
29. Департамент стратегического развития и инноваций
30. Департамент секторов экономики
31. Департамент цифрового развития и экономики данных
32. Департамент цифровой трансформации
33. Департамент макроэкономического анализа и прогнозирования
34. Департамент бюджетного планирования, государственных программ и национальных проектов
35. Департамент стратегического планирования и мониторинга
36. Департамент государственных целевых программ и капитальных вложений
37. Департамент реализации государственной программы социально-экономического развития Северо-Кавказского федерального округа
38. Департамент социально-экономического развития Северо-Кавказского федерального округа

## Подведомственные органы власти
- Федеральная служба по аккредитации (Росаккредитация)
- Федеральная служба государственной статистики (Росстат)
- Федеральная служба по интеллектуальной собственности (Роспатент)

## Подведомственные учреждения
- Федеральное государственное бюджетное образовательное учреждение высшего  образования «Всероссийская академия внешней торговли Министерства экономического развития Российской Федерации»
- Федеральное бюджетное учреждение «Федеральный ресурсный центр» (ФБУ «ФРЦ») [43]
- Федеральное казённое учреждение «Центр поддержки»
- Федеральное бюджетное учреждение здравоохранения «Лечебно-реабилитационный центр Министерства экономического развития Российской Федерации»

## Мероприятия Министерства
Минэкономразвития России является организатором или соорганизатором ряда мероприятий, проводимых на территории России и за рубежом. В том числе:
- Петербургский международный экономический форум;
- Волгоградский Форум промышленной автоматизации 2018
- Международный инвестиционный форум в г. Сочи.

Министерство является государственным заказчиком Президентской программы подготовки управленческих кадров, реализуемой согласно Государственному плану подготовки управленческих кадров для организаций народного хозяйства РФ. Выпускники Президентской программы — за 15 лет их более 72000 человек — работают в различных отраслях экономики и принимают деятельное участие в развитии России. Существует также Российское управленческое сообщество участников Президентской программы, которое объединяет более 46 регионов и координирует постпрограммную работу.
При поддержке Министерства ежегодно с 2012 года проходит Форум «Открытые инновации», посвященный новым технологиям.

## Критика Министерства

### Повышение ЕНВД
В соответствии с приказом Минэкономразвития в конце 2015 года будет установлено новое значение коэффициента-дефлятора K1 — 2,083. Ранее значение коэффициента составляло 1,798. Таким образом, показатель вырос на 15,9 %, и это самый высокий рост за все время действия ЕНВД. Таким образом, налог для магазина площадью 50 квадратных метров вырастет на 46,5 тысячи рублей в год. В пресс-службе минэкономразвития журналистам заявили, что проект приказа изменён не будет и вступит в силу после публикации в «Российской газете» в срок до 20 ноября. После увеличения единого налога на вмененный доход (ЕНВД) малых предприятий в стране станет меньше, а количество таких предприятий на «теневой стороне» экономики увеличится. Так прокомментировал президент Торгово-промышленной палаты (ТПП) РФ Сергей Катырин планируемое повышение на 15,9 % налогооблагаемой базы для малого бизнеса.